# Maman que man
Pour plus de détails, voir Fiche technique et Distribution.
Maman que man est un film français réalisé par Lionel Soukaz et sorti en 1982.

## Fiche technique
- Titre : Maman que man
- Réalisation : Lionel Soukaz
- Scénario : Lionel Soukaz
- Photographie : Jérôme de Missolz
- Décors : Marie-Hélène Mougnotte
- Son : Patrick Genet et Dominique Lambert
- Montage : Jean-Loup Chirol
- Production : Les Films du Rhinocéros - Little Sisters Production
- Pays d'origine :  France
- Durée : 55 minutes
- Date de sortie : France - 15 octobre 1982[1]

## Distribution
- Didier Hercend
- Luc Bernard
- Marie Thonon
- Copi
- Jean-Louis Jacopin
- Sabine Morellet
- Emmanuel Schaeffer
- Edwige Bel Mort
- Jenny Bel Air
- Marie Beltrani
- Antoine Benguigui
- Jean Benguigui
- Éric Busch
- Michel Cressole
- Jean-François Garsi
- Xavier Kauff
- Philippe Kroutchet
- François Lenczner

## Distinctions
- Prix spécial du jury du Festival international du court métrage de Clermont-Ferrand 1984[2]